# Louis Charles Gallonde

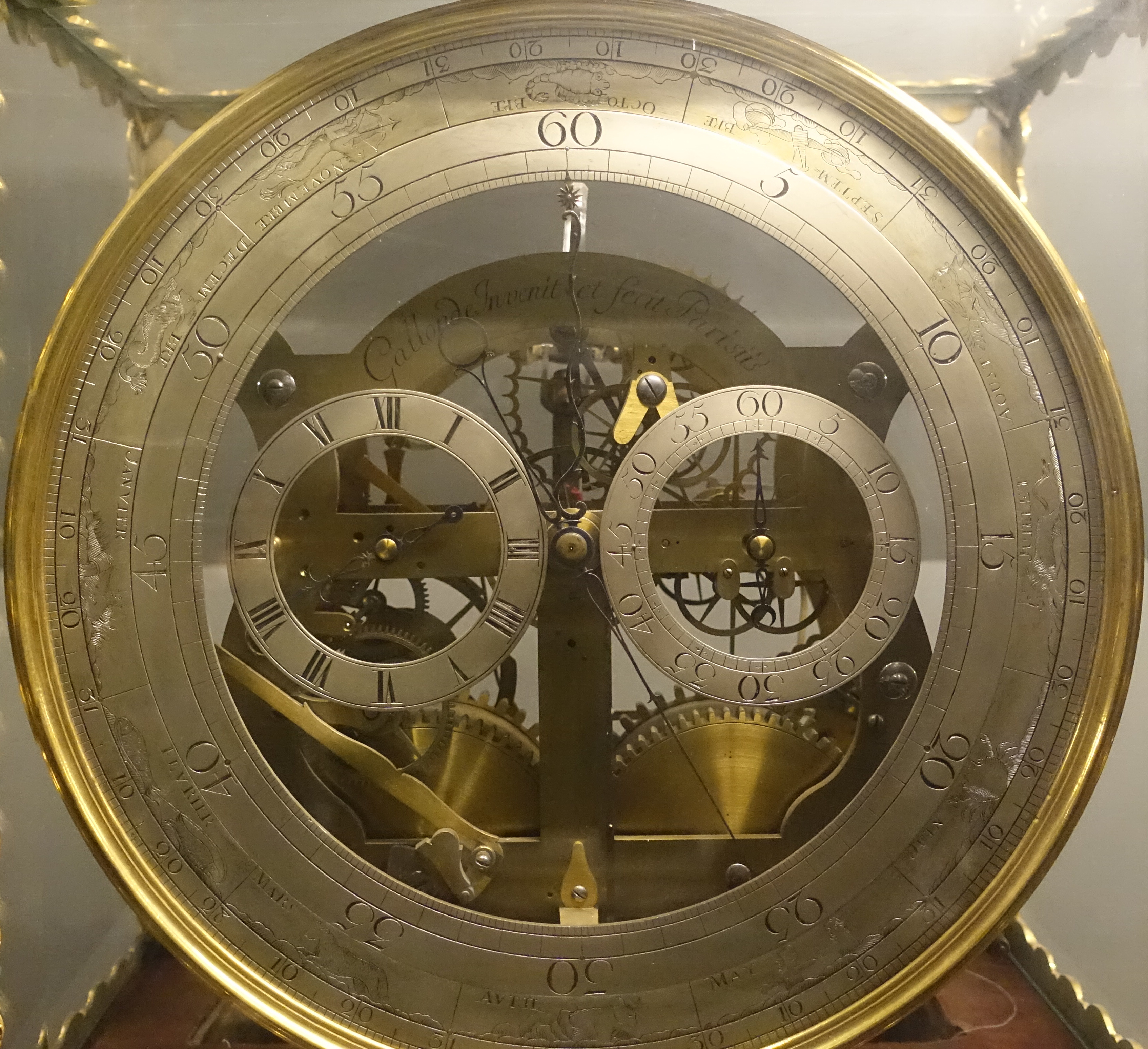
Pendule astronomique

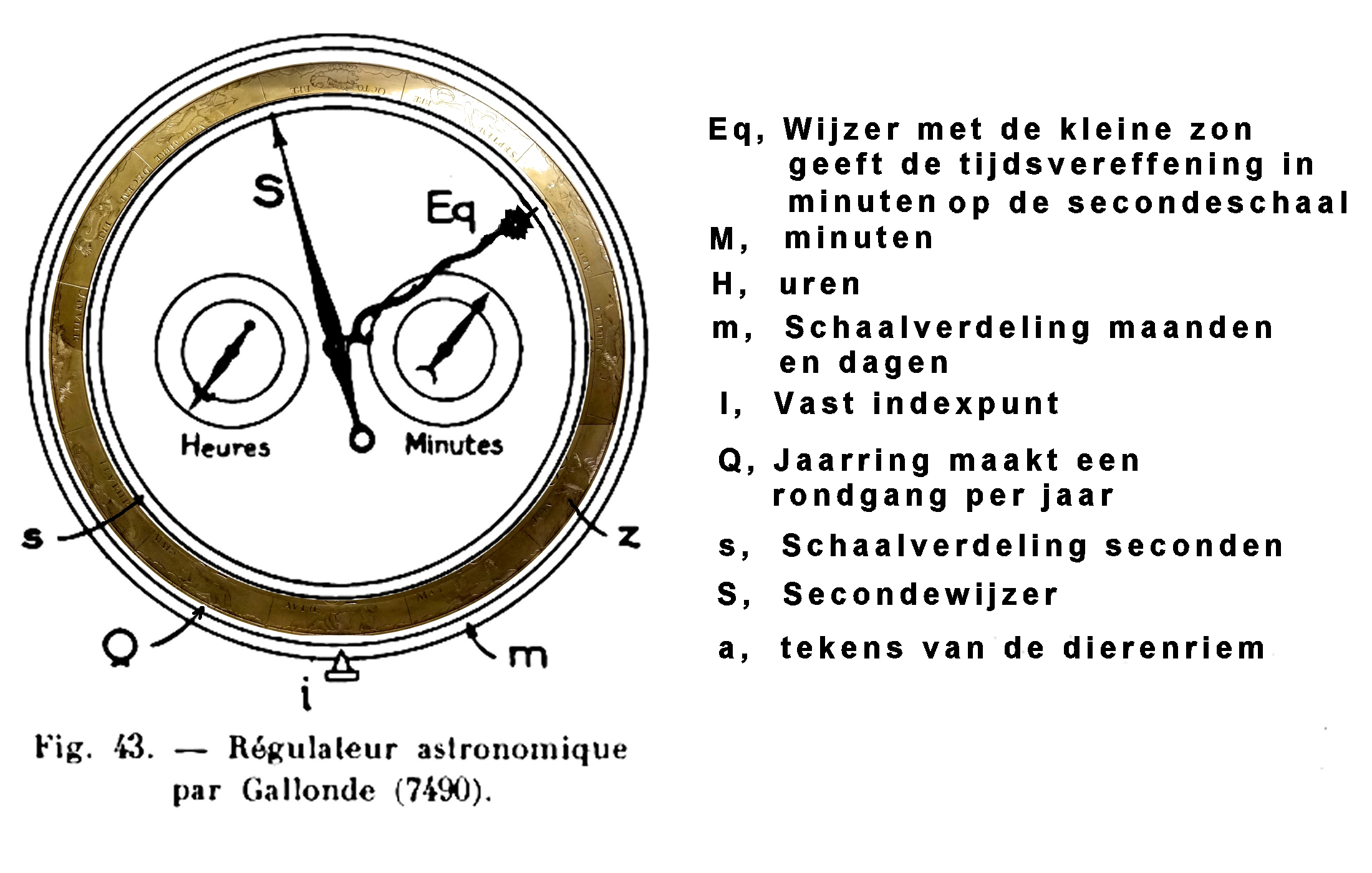
Régulateur astronomique, Gallonde, uitleg

Louis Charles Gallonde (La Fère, 3 maart 1715 - Parijs, na 1771) was een Franse uurwerkmaker en uitvinder.
Louis was de zoon van Charles Gallonde en Madeleine Péchon, hij had een broer Philippe-Charles Gallonde (1710-1787) en een halfzus Marie Isaïe Louise Francoise uit het latere huwelijk van Madeleine en Louis-Michel d'Hecbourg. Gallonde trouwde met Marie Gaylla, op 17 augustus 1745 hertrouwde hij met Anne-Renée Guy de weduwe van Charles François Jupin. Het echtpaar kreeg 5 kinderen, Victoire Marie Anne (1749-1751), Claude Louis (1751-1774), Louis Pierre François (1758-?), Louis Antoine (1763-1816) en Anne Marie Sophie (1766- 1809). Uit zijn eerste huwelijk had hij een dochter, Marie-Anne Gaylla die een nicht was van Jean-Antoine Nollet.
Hij woonde op verschillende adressen in Parijs o.a. Quai de Conti (1740), Rue de la Poterie (1748), Rue Quincampoix (1755-1758) en Rue Guenegaud (1758) en in 1761 stond hij ook ingeschreven in Fresnes, later woonde hij van 1767-1770 in de Galerie du Louvre dat het eigendom was van Jean-Antoine Nollet.
Zijn opleiding genoot hij van Nicolas Gourdain (1693-?) en van Pierre-Augustin Caron de Beaumarchais (1698-1775) (Horloger du Roi). De eerste tien jaar vanaf 1738 werkte hij als vrij werkman buiten het gilde. Hij werd op 28 maart 1748 bij wijze van uitzondering rechtstreeks door de koning benoemd tot maitre horloger (zonder een leertijd te hebben gehad), hetgeen mogelijk was een speciaal decreet van 7 september 1737. Hij vervaardigde ook wetenschappelijk instrumenten in opdracht van anderen. Zijn streven bij de vervaardiging van uurwerken was om de wijving zo gering mogelijk te maken o.a. door gebruik van verbeteringen maar ook door de slingeruitslag zo minimaal als mogelijk te houden.

## Uitvindingen
- 1738, het mechanisch dobbelspel passe-dix, waarvan één voorbeeld bekend is, nu in de instrumentencollectie van het Observatorium van Parijs, Inv. 84 (oud 18-4).
- 1740, pendule met 3 wijzerplaten, de grote voor de minuten en twee kleinere respectievelijk voor de minuten en de seconden. (Rond 1850 had Nicolas Helie (meester in 1713) een klok vervaardigd waarvan het uurwerk en de wijzerplaat veel lijken op deze klok).
- 1742, ankergang met rollagers (Échappement à Ancre perfectionné).
- 1743, Pendule qui sonne le temps vrai, deze klok sloeg de uren en minuten op verzoek (repetitie, Répétition minute).
- 1745, tandwielsnijmachine (Machine à former les  engrenapes).
- 1746, Afstelinstrument voor tandwielen (Compas d'engrenages).
- 1748, Echappement met pinrad (Échappement à chevilles).

## Producten
- 1745, Regulateur, Paris Musees, uurwerk Gallonde, kast van onbekende maker.
- 1747, Régulateur astronomique, met tijdsvereffening,[1].
- 1750, Staande klok met jaarkalender en weergave van de tijdsvereffening.
- 1768, Alcohol thermometer met Reaumur schaal, o.a. voor Antoine Lavoisier.
- 1769, Testbalans voor Hilaire Rouelle.

## Publikaties
- 1735, "Machines et inventions approuvées par l'Academie royale des sciences, depuis son établissement jusqu'à present avec leur description. Dessinées & publiées du consentement de l'Académie".

## Afbeeldingen

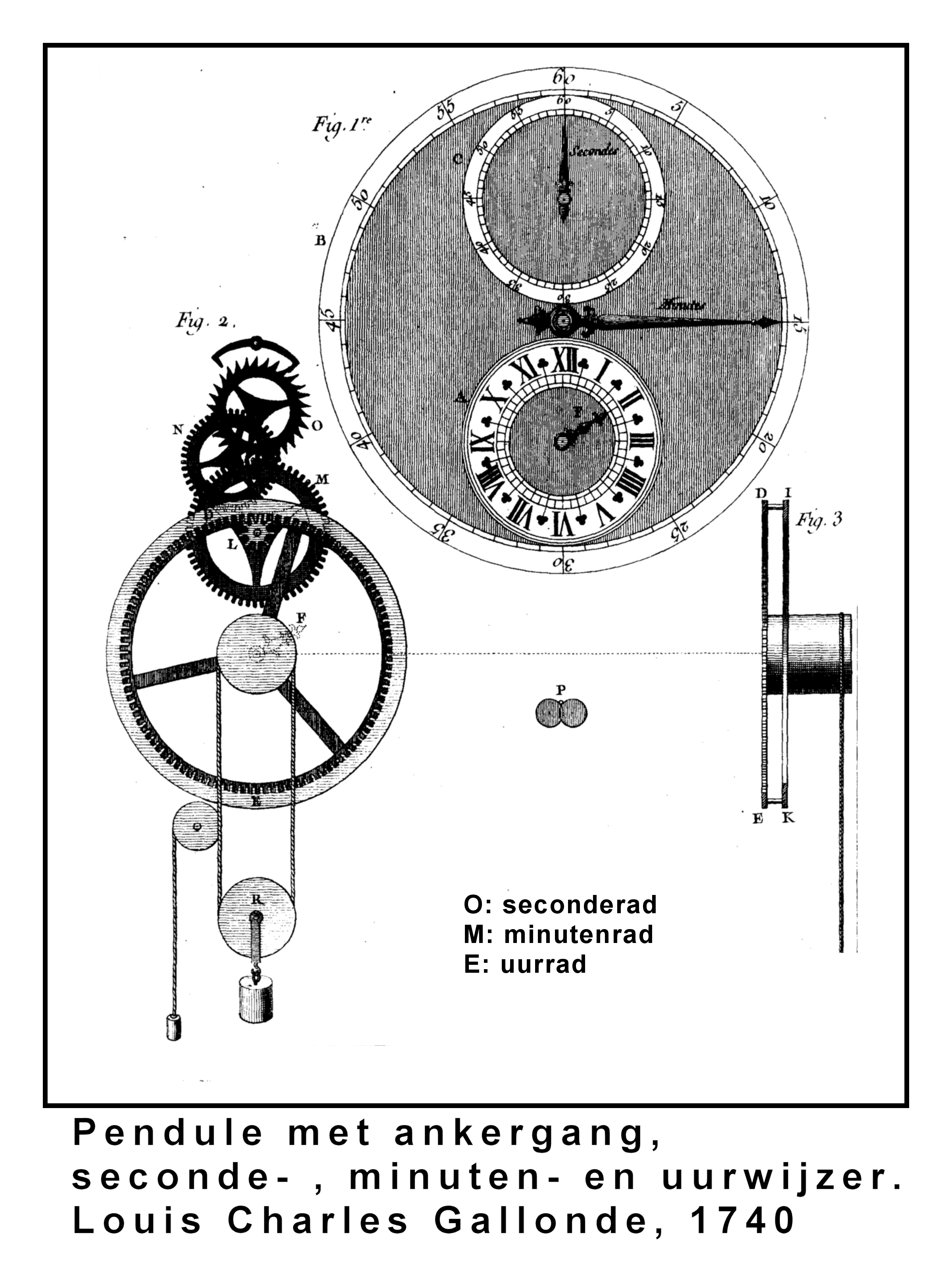
Pendule 1740, Gallonde.
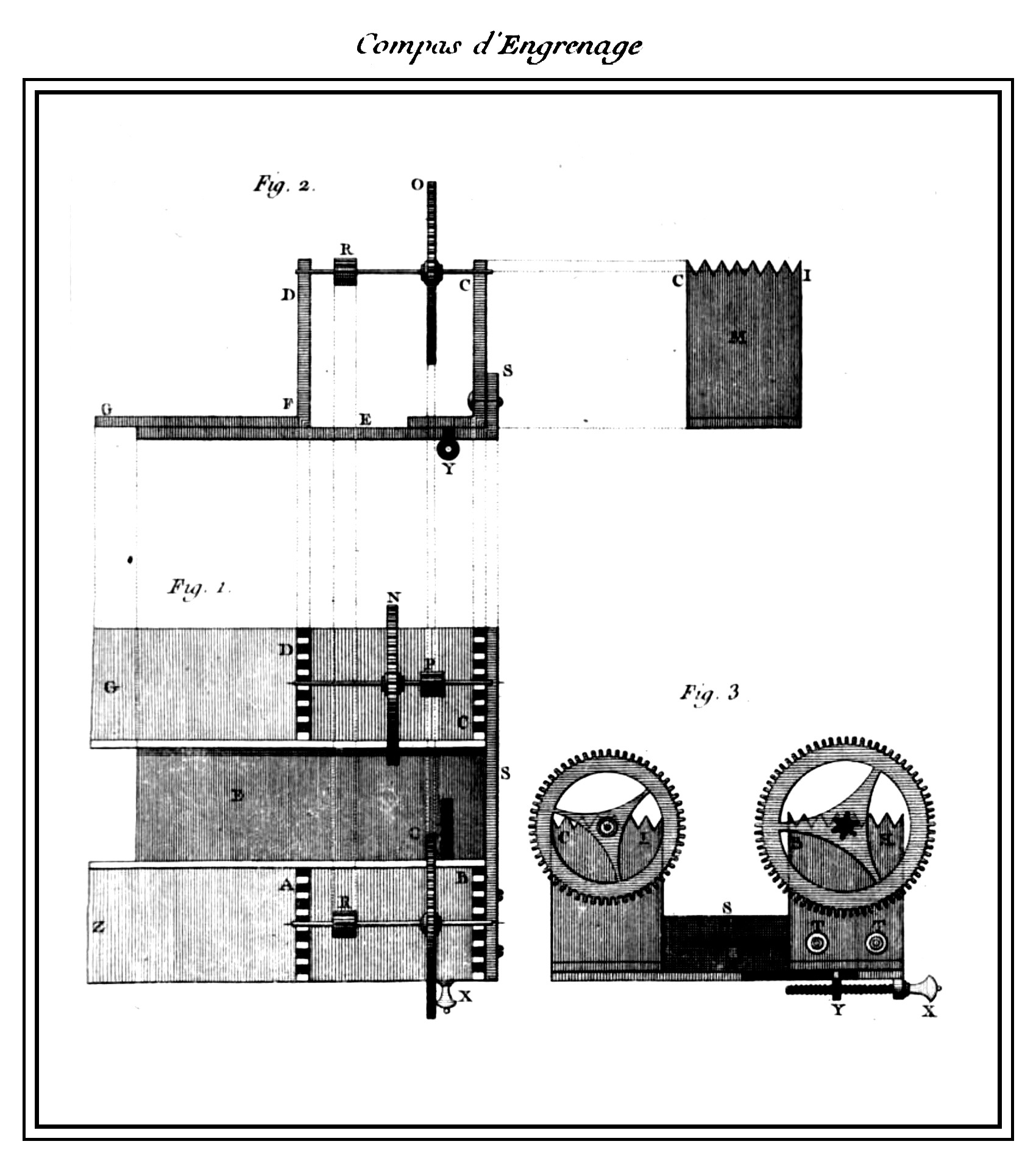
Compas d'engrenages.
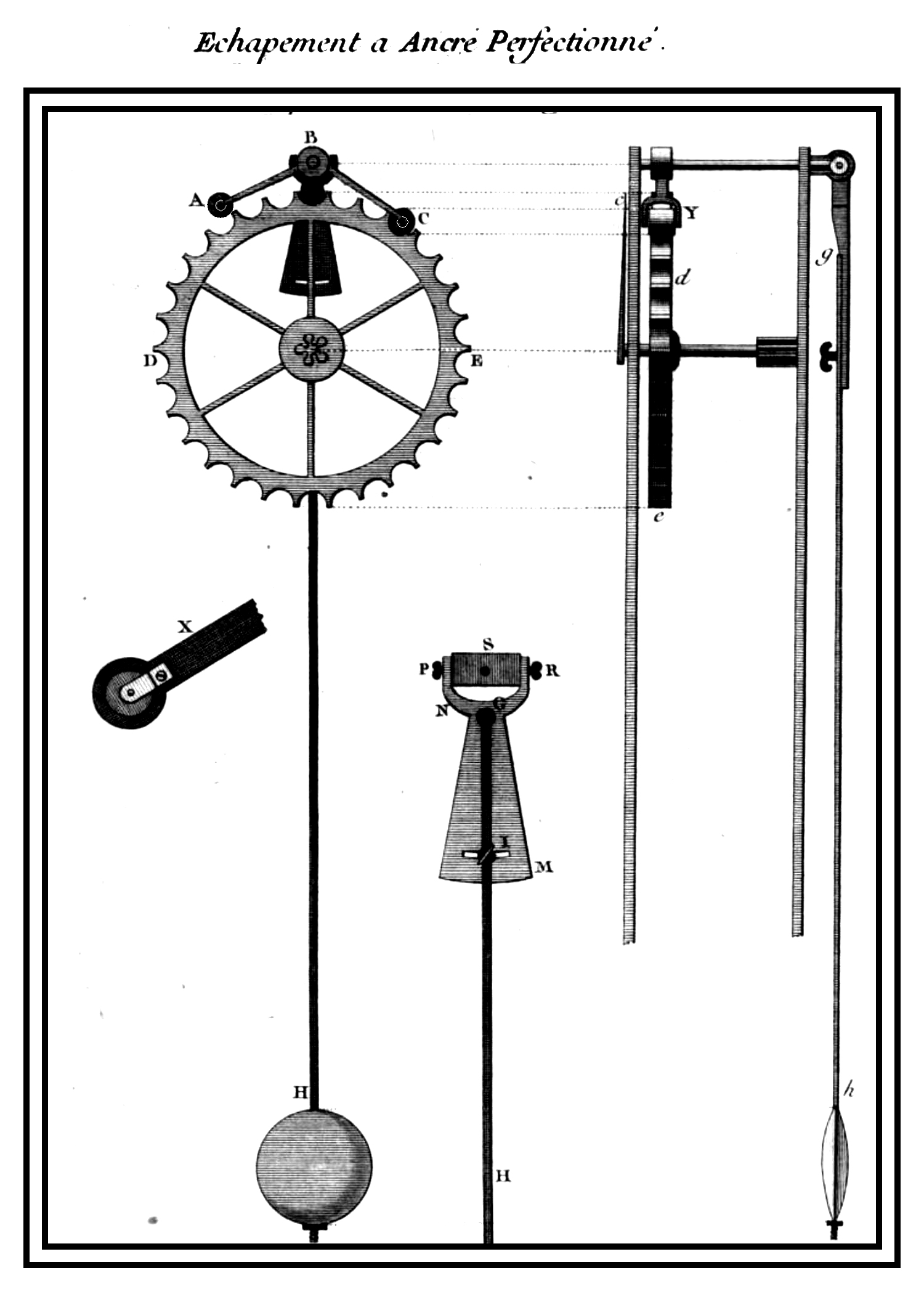
Échappement à Ancre perfectionné.
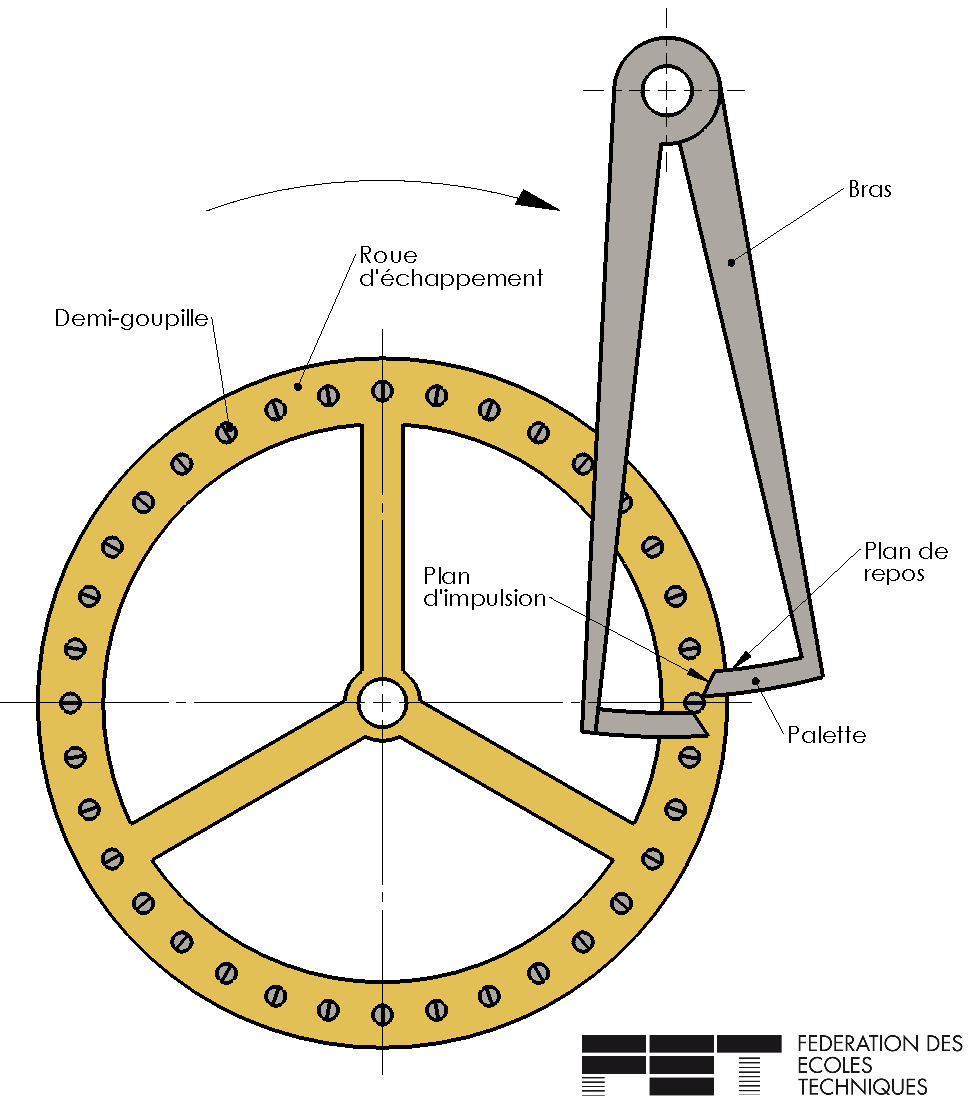
EchChevilles.
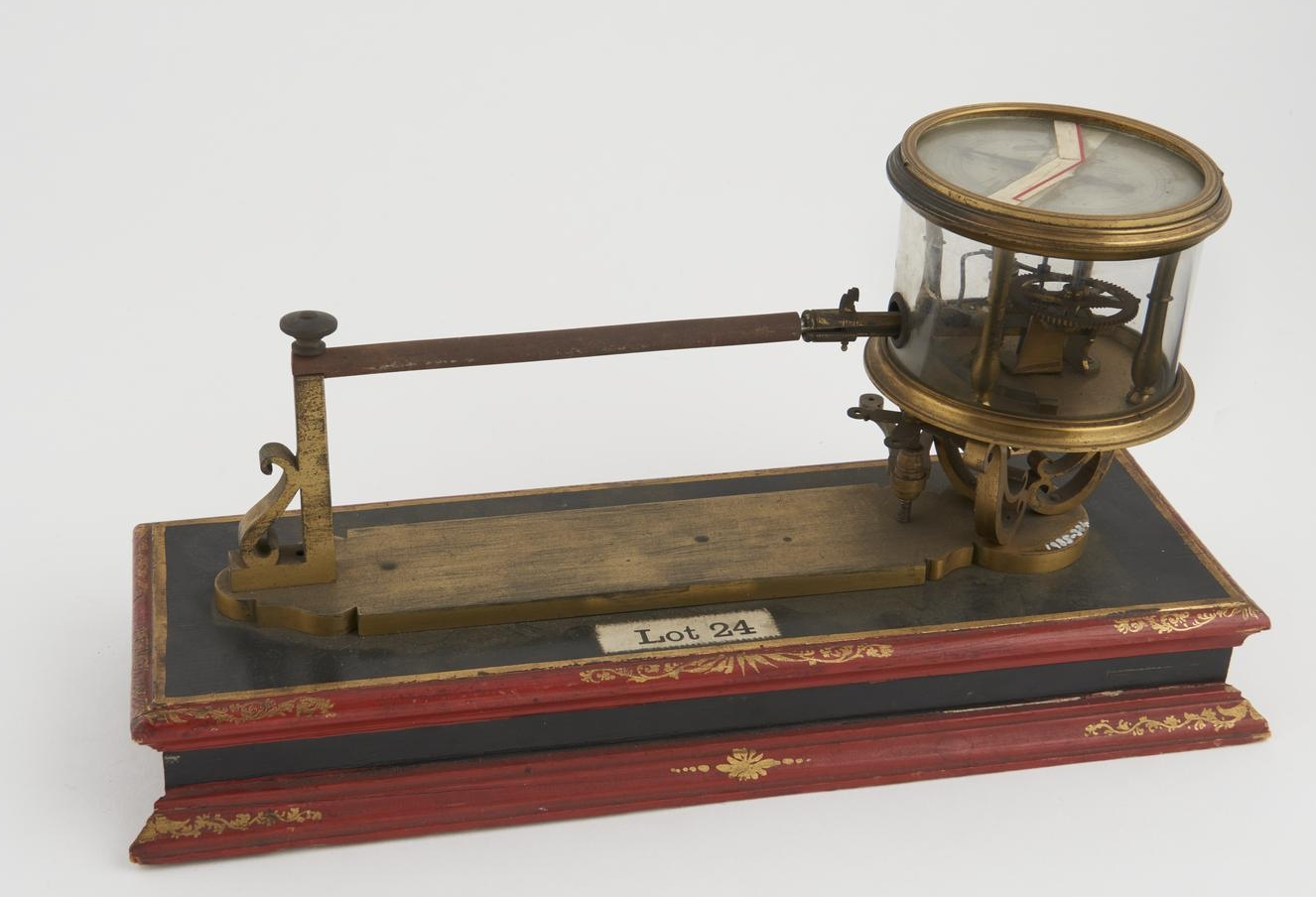
Pyrometer.
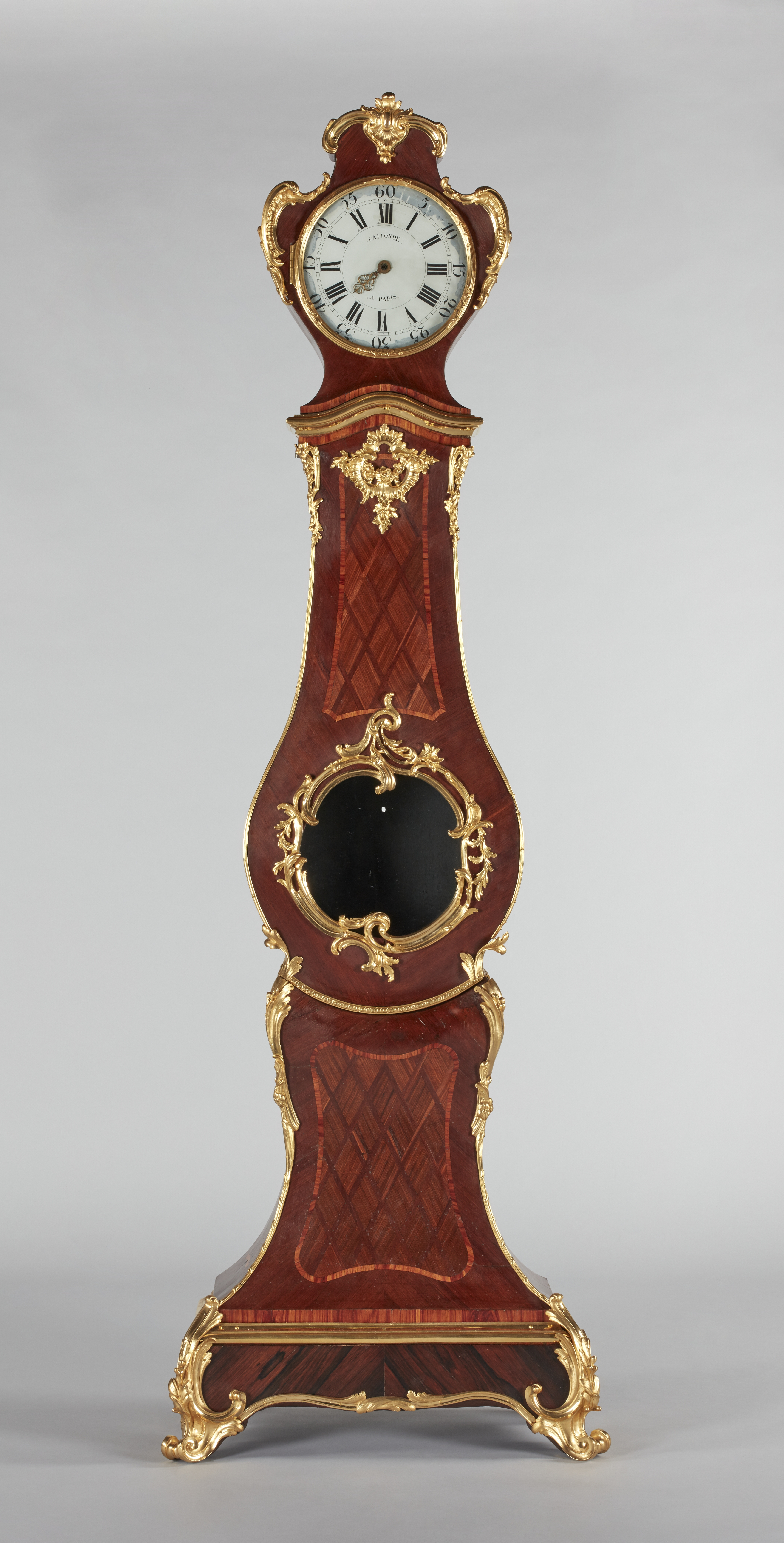
Regulateur, 1745, uurwerk Gallonde, kast van onbekende maker.
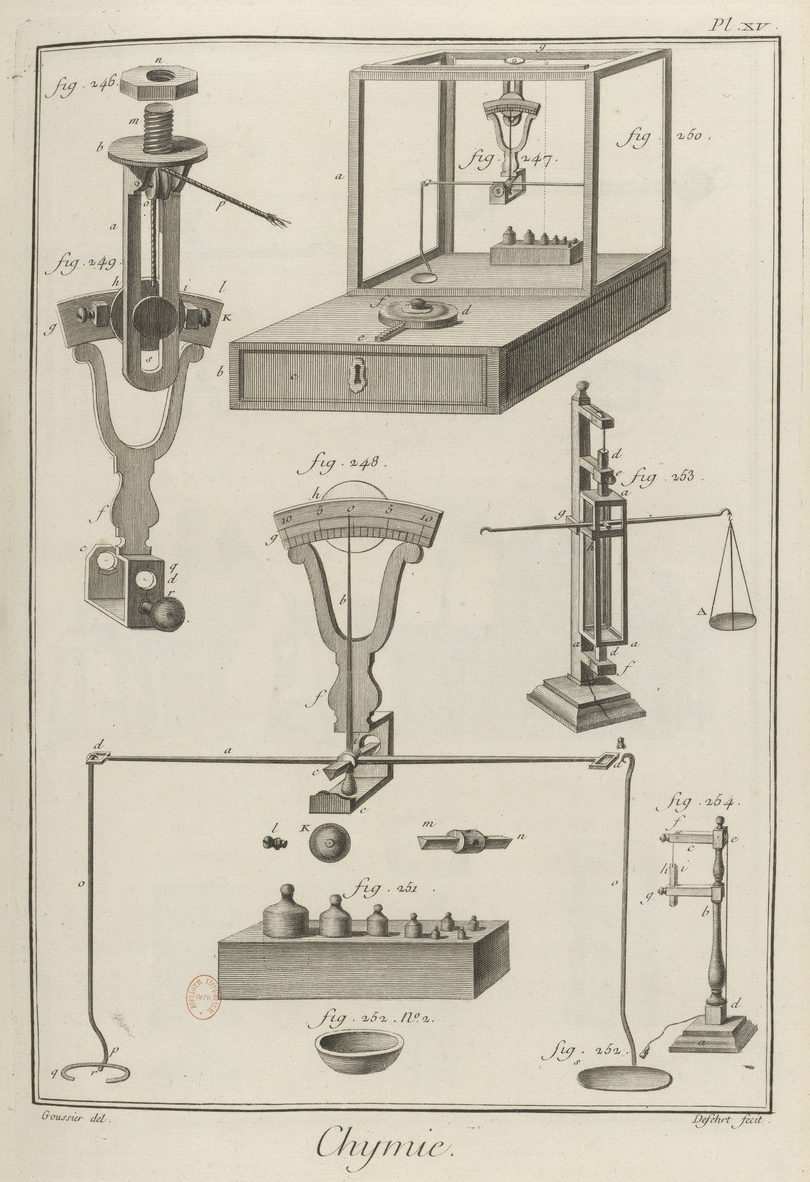
Precisiebalans.

## Trivia
- Toen Nollet in 1770 overleed, liet hij in zijn testament aan Marie Caylla, de vrouw van de heer Gallonde, de horlogehandelaar, zijn neef, tweehonderdvijftig pond levenslange lijfrente na als alimentatie, waar geen beslag op kan worden gelegd.[2]
- Op 14 juni 2022 werd bij Christie's een Pendule aux Dauphins d'epoque Louis XV uit 1747 van Gallonde verkocht voor 327.600 euro.